# Melasina expressa
Melasina expressa är en fjärilsart som beskrevs av Edward Meyrick 1916. Melasina expressa ingår i släktet Melasina och familjen säckspinnare. Inga underarter finns listade i Catalogue of Life.